# Елина, Елена Кузьминична
Елена Кузьминична Елина (27 января 1897, Москва - 25 мая 1967, Москва) — советская театральная актриса, заслуженная артистка РСФСР (1948). 

## Биография
Родилась Елена Елина в 1897 году в городе Москве в купеческой семье. В 1915 году, завершив обучение в гимназии, поступила в школу Московского художественного театра. С 1916 по 1924 годы работала актриса Второй студии Московского Художественного театра. С 1924 по 1963 годы служила в Московском Художественном Академическом театре имени А. П. Чехова. 
Её первая роль на сцене МХАТ пришлась в 1922 году на спектакль “Синяя птица” (роль Феи). Елина сыграла 40 ролей в театре, среди них: Агния (“Унтиловск”, 1928), Бочкова (“Воскресение”, 1930), Дуняша (“Вишневый сад”, 1930), миссис Бардль (“Пиквикский клуб”, 1936), Клеопатра (“Враги”, 1938), Дама испуганная и Забелина (“Кремлевские куранты”, 1942, 1946), Софья Ивановна (“Мертвые души”, 1956).
Елиной были свойственны изящество и ровность. Она проявляла стойкость и неистребимую жизнерадостность, пережив личные беды, выпавшие ей, как и многим, в тридцатые годы. Облик актрисы очень хорошо отражён в письмах её подруги А. И. Степановой к ссыльному драматургу Н. Р. Эрдману.
Елена Елина снялась в пяти художественных картинах, среди которых: «Хвеська» (фельдшерица), «Свет над Россией» (Лидия Михайловна), «Мёртвые души» (дама на балу), «Воскресение» (Софья Ивановна), «Война и мир» (гостья).
Проживала в Москве. С 1920 по 1930 в Большом Козихинском переулке. Умерла 25 мая 1967 года.

## Награды
- Орден Трудового Красного Знамени (26.10.1948),
- Заслуженный артист РСФСР (1948).

## Работы в кино
- «Хвеська» (фельдшерица),
- «Свет над Россией» (Лидия Михайловна),
- «Мёртвые души» (дама на балу),
- «Воскресение» (Софья Ивановна),
- «Война и мир» (гостья).